# Ga-rei
Ga-rei (喰霊?) es un manga de acción sobrenatural creado por Hajime Segawa. El manga fue serializado por Kadokawa Shoten en la revista mensual Shōnen Ace hasta que llegó a su final en enero de 2010 con el duodécimo volumen, recopilando cincuenta y dos capítulos. Una serie de anime llamada Ga-Rei: Zero, empezó a emitirse el 5 de setiembre de 2008 y actúa como una precuela de Ga-rei, en ella se mencionan a los miembros de la Agencia, incluido la joven Kagura y Yomi.

## Argumento
La historia se basa en la vida de un joven llamado Kensuke Nimura, un chico común y corriente que tiene la habilidad de ver espíritus. Esta capacidad en lugar de ayudarlo lo mete en varios aprietos ya que siempre algún espíritu lo distrae haciendo que la gente lo vea como alguien "raro". Un día, mientras le persiguen unos espíritus, se encuentra a Kagura Tsuchimiya, esta accidentalmente lo atropella con su motocicleta y en el alboroto este accidentalmente la besa. Esta decide ayudar al pobre chico que atropelló, que para sorpresa de este, la chica puede ver también al espíritu y no solo eso sino que pelea contra el espíritu. Esta le revela que es una agente de una agencia gubernamental que defiende la población contra enemigos sobrenaturales. También le cuenta que ella posee a Ga-rei, una bestia espiritual con la que mata a estos espíritus malignos.
Kensuke le obliga a permitir unirse a la agencia y formar parte de la batalla entre los miembros de la agencia y los espíritus malignos.

## Contenido de la obra

### Manga
El manga fue editado en la revista Shōnen Ace desde el 26 de octubre de 2005 hasta el 26 de enero de 2010 y fue compilado en 12 volúmenes publicados por Kadokawa Shoten.
| Volumen | Fecha de publicación en Japón | ISBN                   |
| ------- | ----------------------------- | ---------------------- |
| 01      | 2006-05-26                    | ISBN 978-4-04-713824-7 |
| 02      | 2006-07-26                    | ISBN 978-4-04-713836-0 |
| 03      | 2006-11-25                    | ISBN 978-4-04-713874-2 |
| 04      | 2007-04-26                    | ISBN 978-4-04-713915-2 |
| 05      | 2007-10-26                    | ISBN 978-4-04-713979-4 |
| 06      | 2008-04-26                    | ISBN 978-4-04-715046-1 |
| 07      | 2008-09-26                    | ISBN 978-4-04-715105-5 |
| 08      | 2008-10-25                    | ISBN 978-4-04-715116-1 |
| 09      | 2009-04-25                    | ISBN 978-4-04-715233-5 |
| 10      | 2009-08-26                    | ISBN 978-4-04-715284-7 |
| 11      | 2009-12-26                    | ISBN 978-4-04-715349-3 |
| 12      | 2010-07-26                    | ISBN 978-4-04-715449-0 |

### Anime
Ga-Rei: Zero está dirigida por Ei Aoki y animada por AIC Spirits y asread, la cual consta de 12 episodios trasmitidos entre el 5 de octubre de 2008 al 21 de diciembre de 2008 en Chiba TV y TV Saitama con emisiones posteriores en AT-X, KBS Kyoto, Sun TV, Tokyo MX, TV Aichi, TV Hokkaido, TV Kanagawa y TV TVQ Kyushu Broadcasting Co., Ltd. 
El tema de apertura es "Paradise Lost" interpretado por Minori Chihara. El tema de cierre es "Yume no Ashioto ga Kikoeru" interpretado por Kaoru Mizuhara. 
El anime es precuela del manga. En ella se cuenta la historia de Kagura y su vida con su amiga y autodenominada hermana mayor Yomi Isayama, esta historia pasa antes de que Kagura pueda poseer al espíritu GA - REI. El Ministerio japonés de Defensa tiene un grupo anti-paranormal de fuerzas especiales llamado Agencia de Prevención de Desastres Sobrenaturales. Ellos son los responsables de proteger el suelo japonés y su gente de eventos paranormales y sobrenaturales. Sin embargo, las cosas no van tan bien en una de sus misiones, lo que conduce a la intervención del Ministerio de la ENVIROMENT Supernatural Desastres Contramedidas División después de que la SDPA ha sufrido un gran número de bajas por la lucha contra demonios, en esta pelea Kagura se enfrentara a algo que está más lejos de sus posibilidades: su propia amiga y hermana. El anime termina con la aparición del protagonista hombre del manga: Kensuke Nimura.

#### Episodios
| #  | Título                                                                                        | Estreno                 |
| -- | --------------------------------------------------------------------------------------------- | ----------------------- |
| 01 | «Más allá de Aoi» «aoi jou ( aoi no ue )» (葵上(あおいのうえ))                                | 5 de octubre de 2008    |
| 02 | «Manifestación de odio» «niku hatsuro - nikushimi no hatsuro» (憎発露-にくしみのはつろ-)      | 12 de octubre de 2008   |
| 03 | «Hora del encuentro» «kaikou migiri - kaikou no migiri» (邂逅砌-かいこうのみぎり)             | 19 de octubre de 2008   |
| 04 | «La justicia del trabajo» «tsutomu taigi» (務大義)                                            | 26 de octubre de 2008   |
| 05 | «Sentimientos obcecados» (頑想)                                                               | 2 de noviembre de 2008  |
| 06 | «El bello enemigo» «bi teki» (美敵)                                                           | 9 de noviembre de 2008  |
| 07 | «Cadena de arrepentimientos» «kashaku rensa ―kashi ?kunorensa―» (呵責連鎖 ―かしゃくのれんさ―) | 16 de noviembre de 2008 |
| 08 | «Cayendo en el camino de la venganza» «Fukushū no Yukuhe» (復讐行方)                          | 23 de noviembre de 2008 |
| 09 | «Espiral de pecados» «zai rasen― tsumi no rasen―» (罪 螺旋 ―つみのらせん―)                    | 30 de noviembre de 2008 |
| 10 | «Tras la tragedia» «higeki ura» (悲劇裏)                                                      | 7 de diciembre de 2008  |
| 11 | «Perturbación del destino» «unmei ran» (運命乱)                                               | 14 de diciembre de 2008 |
| 12 | «Anhelando una bendición» «rei shou» (祈焦)                                                   | 21 de diciembre de 2008 |

- Datos: Q1487814